# Veruska Donato
Veruska Costa Donato (Campo Grande, 1º de novembro de 1977) mais conhecida como Veruska Donato, é uma repórter, jornalista e apresentadora brasileira.

## Carreira
Veruska se formou em jornalismo em 2000 pela Faculdade Cásper Líbero. Ainda em 2000 trabalhou como estagiária na Rede Globo, desde então se revezou em diversas funções na emissora, destacando-se as de repórter e apresentadora. . Até 2005, a jornalista apresentou o bloco paulista do Jornal das Dez, da Globonews, após isso se fixou como repórter da Rede Globo e passou a ser parte da fila oficial de apresentadoras atrás de uma bancada . Entre os anos de 2012 e 2016 atuou como apresentadora do quadro Sala de Emprego do Jornal Hoje, exibido às segundas-feiras, o quadro tinha boa audiência , contudo, o telejornal precisou ser reformulado. O quadro deixou de ser produzido devido ao elevado índice de desemprego no Brasil. 
A jornalista já ancorou o Como Será? eventualmente.. As atitudes de Veruska costumam ser alvo da mídia, como o choro no fim do quadro Sala de Emprego  ou o fato de ter ignorado famosa na cobertura do carnaval., se tornou ao mesmo tempo produtora de mídia e produto da imprensa.  Em 03 de novembro de 2021, Veruska anunciou sua saída da Globo.

### Sala de Emprego
Um dos quadros mais populares do Jornal Hoje, o Sala de Emprego, estreou em maio de 2012, substituindo o Mercado de Trabalho, que também ia ao ar às segundas-feiras. Em um cenário especial, a repórter Veruska Donato chamava repórteres de todo o país para mostrar oportunidades de emprego no Brasil, tendências do mercado de trabalho e outras informações para o telespectador poder investir na carreira profissional. As informações chegavam ao estúdio por meio de quatro telões instalados ao lado do espaço reservado para um especialista que respondia as dúvidas dos telespectadores.
Outra novidade foi a criação de um espaço na página do Hoje na internet, para aproximar a realidade de quem estava em casa com o que era produzido no jornal.
Em sua primeira edição, que foi ao ar no dia 7 de maio, o Sala de Emprego mostrou quais os setores que estavam contratando mais trabalhadores naquele ano, apontando que a previsão de especialistas era de que 2 milhões de oportunidades seriam geradas em 2012 no país.
Com as mudanças no cenário do Jornal Hoje, em 2014, o Sala de Emprego ganhou uma sala nova, que seguiu o projeto visual do telejornal, privilegiando o espaço para a movimentação da apresentadora e dos convidados.
Em 2015, o quadro passou a ter continuidade na internet. Na página do Jornal Hoje na Globo.com, o público pode acompanhar, ao vivo, um bate-papo com o especialista do dia, fazendo perguntas que não tiveram tempo de ir ao ar durante o telejornal.
Em 2022, passou a apresentar o programa "Balanço da Manhã" na TV MS, afiliada da RecordTV.

## Vida Pessoal
A jornalista foi casada com o também repórter Gudryan Neufert e tiveram a filha Carol. Atualmente solteira, depois de um relacionamento com o policial Ricardo Folkis.